# Gibbonsia
Gibbonsia é um gênero da família Clinidae nativo do leste do Oceano Pacífico.

## Espécies
Atualmente, existem quatro espécies reconhecidas neste gênero:
- Gibbonsia elegans (J. G. Cooper, 1864) (Spotted kelpfish)
- Gibbonsia evides (D. S. Jordão & C. H. Gilbert, 1883)
- Gibbonsia metzi C. L. Gustcol, 1927 (Striped kelpfish)
- Gibbonsia montereyensis C. L. Gustcol, 1927 (Crevice kelpfish)